# レオン山地
レオン山地（スペイン語: Montes de León）は、イベリア半島北西部にある山地。スペイン・カスティーリャ・イ・レオン州レオン県とサモーラ県にまたがっている。

## 地理

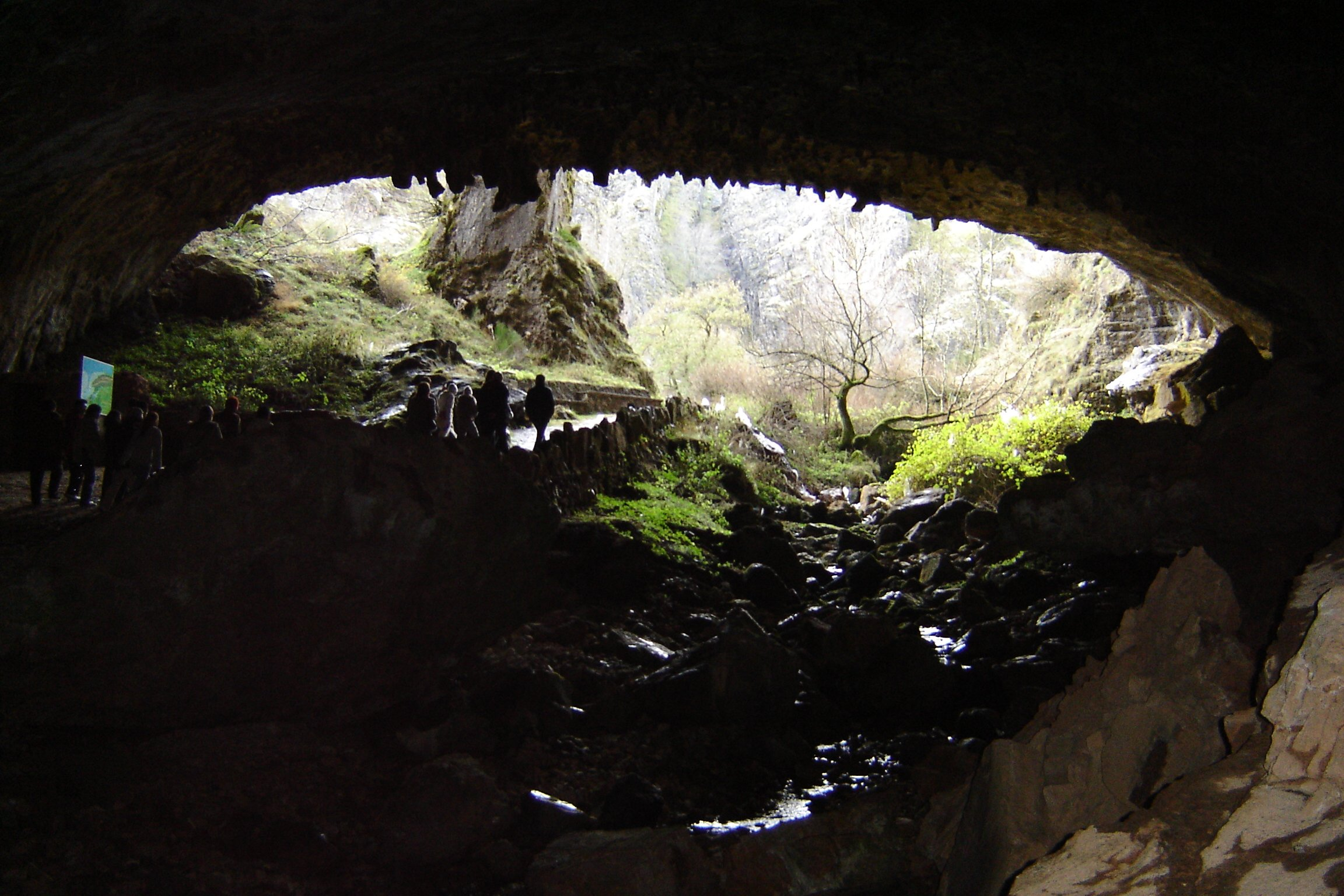
バルポルケーロ洞窟の入口

### 周辺
イベリア半島北西部にあり、カスティーリャ・イ・レオン州レオン県とサモーラ県にまたがっている。カンタブリア山脈やガライコ山塊との連続性がある。最高峰は標高2188mのテレーノ山であり、頂上付近は冬季には雪に覆われる。周辺の都市にはいずれもレオン県のポンフェラーダやアストルガなどがある。

### 洞窟
レオン県ベガセルベラの自治体域にはバルポルケーロ洞窟があり、1966年から長さ1300メートルの探索コースに観光客を受け入れている。この探索コースには照明・階段・橋などが整備されている。洞窟学者などの専門家のみ通行可能な長さ3150メートルのコースもある。洞窟内は年間を通じて摂氏7度に保たれている。

## 主要な山
- テレーノ山（スペイン語版） : 2188m
- カベサ・デ・ラ・ジェグア山 : 2142m
- トレビンカ山（英語版） : 2124m
- ビスコディーリョ山（スペイン語版） : 2121m

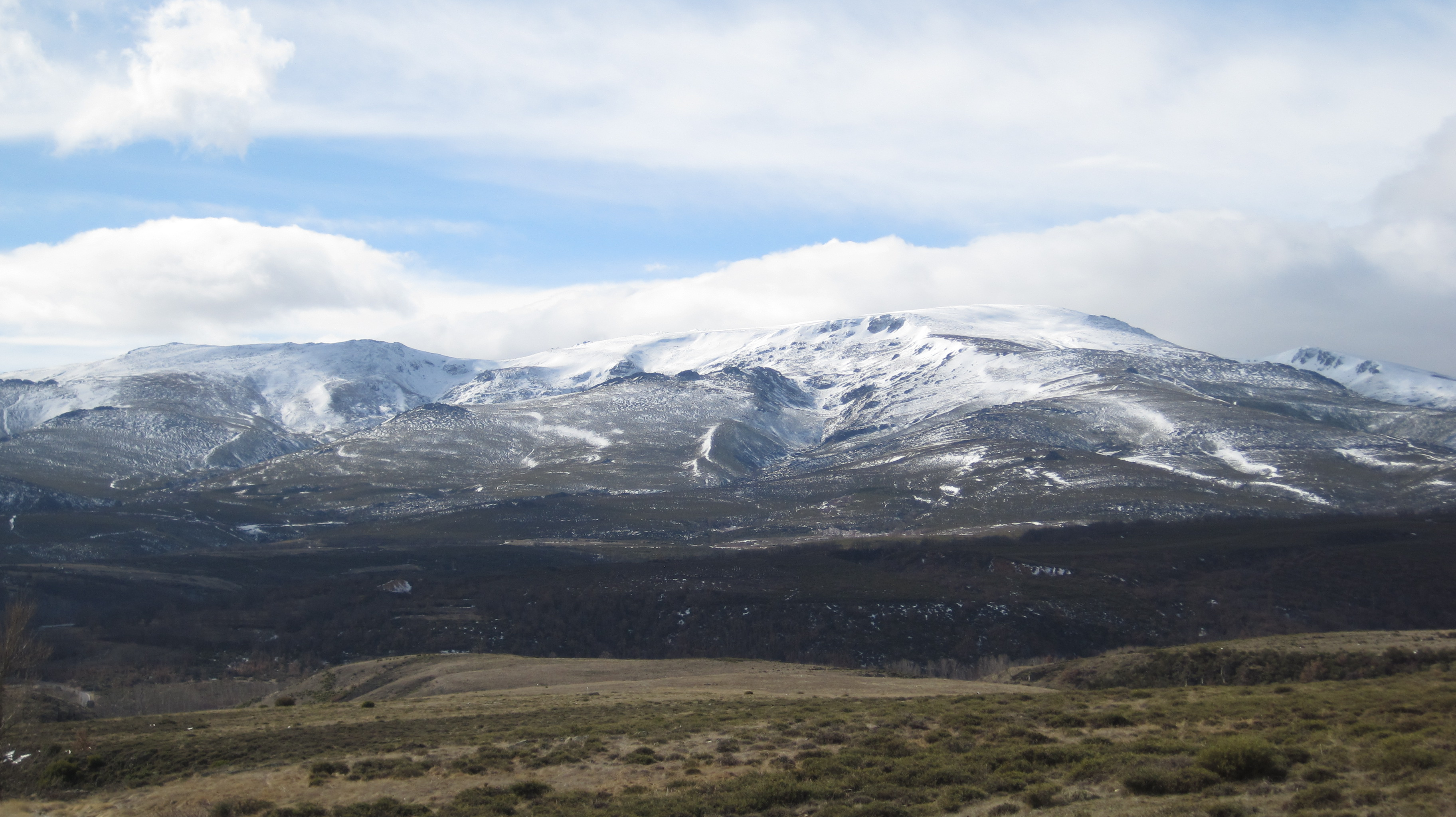
テレーノ山
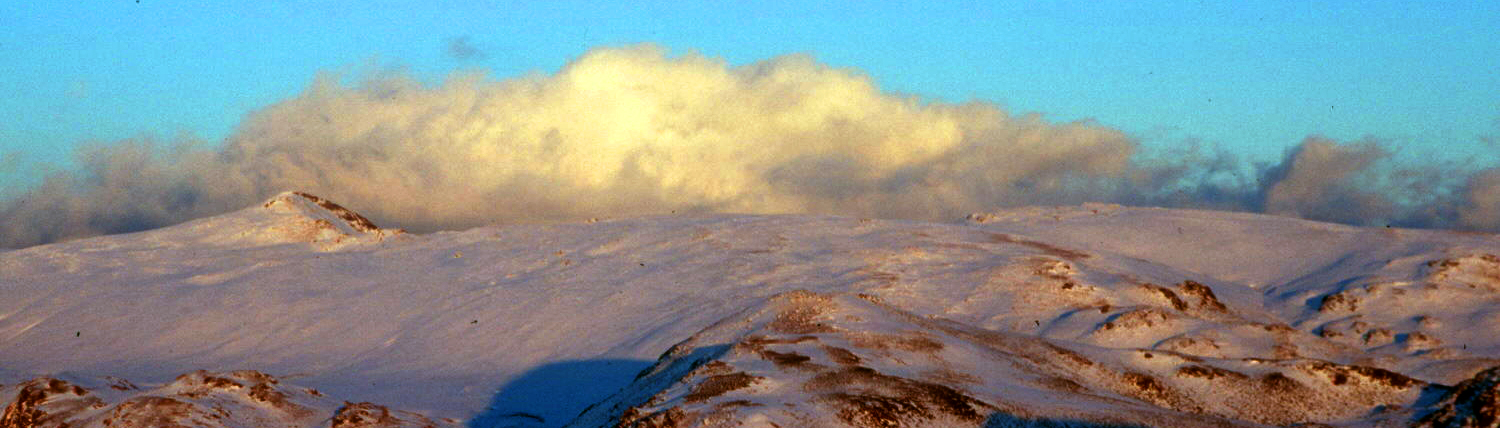
トレビンカ山
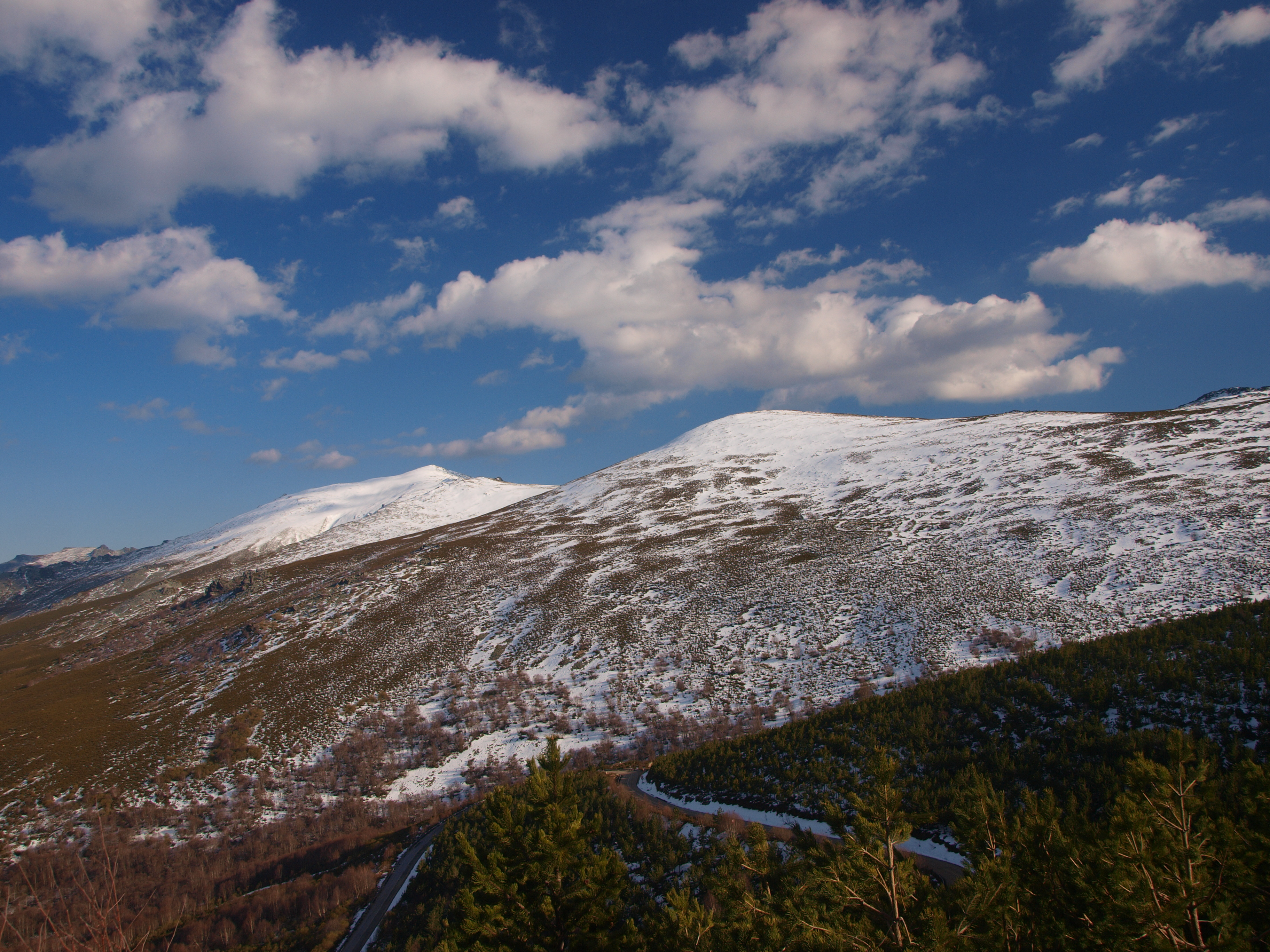
ビスコディーリョ山